# یواس‌اس بارکر (دی‌دی-۲۱۳)
یواس‌اس بارکر (دی‌دی-۲۱۳) (به انگلیسی: USS Barker (DD-213)) یک کشتی بود که طول آن ۹۵٫۸۱ متر (۳۱۴٫۳ فوت) بود. این کشتی در سال ۱۹۱۹ ساخته شد.